# Nazionale femminile di roller derby della Svezia
La nazionale di roller derby della Svezia è la selezione maggiore femminile di roller derby, il cui nickname è Team Sweden, che rappresenta la Svezia nelle varie competizioni ufficiali o amichevoli riservate a squadre nazionali. Si è classificata sesta nel campionato mondiale di roller derby 2011 di Toronto.

## Risultati
Legenda: Grassetto: Risultato migliore, Corsivo: Mancate partecipazioni

## Dettaglio stagioni

### Amichevoli
| Stagione | Vin | Par | Per | Tot | PF  | PS   | avversaria                                  |
| -------- | --- | --- | --- | --- | --- | ---- | ------------------------------------------- |
| 2011     | 1   | 0   | 0   | 1   | 135 | 71   | Finlandia                                   |
| 2012     | 0   | 0   | 1   | 1   | 29  | 419  | Stati Uniti                                 |
| 2014     | 1   | 0   | 3   | 4   | 587 | 932  | Finlandia, Londra, Inghilterra, Stati Uniti |
|          |     |     |     |     |     |      |                                             |
| Totale   | 2   | 0   | 4   | 6   | 751 | 1422 |                                             |

### Tornei

#### Mondiali
| Stagione | regular season | regular season | regular season | regular season | regular season | regular season | playoff | playoff | playoff | playoff | playoff | playoff   | playoff     |
|          | Vin            | Par            | Per            | Tot            | PF             | PS             | Vin     | Per     | Tot     | PF      | PS      | risultato | avversaria  |
| -------- | -------------- | -------------- | -------------- | -------------- | -------------- | -------------- | ------- | ------- | ------- | ------- | ------- | --------- | ----------- |
| 2011     | 2              | 0              | 1              | 3              | 299            | 272            | 2       | 2       | 4       | 465     | 379     | Sesta     | Finlandia   |
| 2014     | 3              | 0              | 0              | 3              | 1074           | 80             | 1       | 1       | 2       | 375     | 411     | Settima   | Inghilterra |
|          |                |                |                |                |                |                |         |         |         |         |         |           |             |
| Totale   | 5              | 0              | 1              | 6              | 1373           | 352            | 3       | 3       | 6       | 840     | 790     |           |             |

### Riepilogo bout disputati
| Anno | Luogo     | Evento       | Fase del torneo          | Incontro                     | Risultato |
| 2011 | Helsinki  | Amichevole   |                          | Finlandia - Svezia           | 71 - 135  |
| 2011 | Toronto   | Mondiale     | Fase a gironi            | Brasile - Svezia             | 30 - 163  |
| 2011 | Toronto   | Mondiale     | Fase a gironi            | Canada - Svezia              | 196 - 26  |
| 2011 | Toronto   | Mondiale     | Fase a gironi            | Francia - Svezia             | 46 - 110  |
| 2011 | Toronto   | Mondiale     | Primo turno playoff      | Svezia - Argentina           | 191 - 65  |
| 2011 | Toronto   | Mondiale     | Quarti di finale         | Svezia - Australia           | 80 - 126  |
| 2011 | Toronto   | Mondiale     | Terzo turno consolazione | Svezia - Nuova Zelanda       | 94 - 66   |
| 2011 | Toronto   | Mondiale     | Finale 5º - 6º posto     | Svezia - Finlandia           | 100 - 122 |
| 2012 | Helsinki  | Amichevole   |                          | Svezia - Stati Uniti         | 29 - 419  |
| 2014 | Helsinki  | Amichevole   |                          | Finlandia - Svezia           | 188 - 160 |
| 2014 | Londra    | Smörgåsbrawl |                          | London Brawl Saints - Svezia | 160 - 201 |
| 2014 | Londra    | Smörgåsbrawl |                          | Inghilterra - Svezia         | 286 - 139 |
| 2014 | Stoccarda | Amichevole   | Boot Camp                | Svezia - Stati Uniti         | 87 - 298  |
| 2014 | Dallas    | Mondiale     | Fase a gironi            | Svezia - Indie Occidentali   | 319 - 41  |
| 2014 | Dallas    | Mondiale     | Fase a gironi            | Svezia - Giappone            | 459 - 0   |
| 2014 | Dallas    | Mondiale     | Fase a gironi            | Svezia - Cile                | 296 - 39  |
| 2014 | Dallas    | Mondiale     | Ottavi di finale         | Svezia - Irlanda             | 303 - 133 |
| 2014 | Dallas    | Mondiale     | Quarti di finale         | Inghilterra - Svezia         | 278 - 72  |

## Confronti con le altre Nazionali
Questi sono i saldi della Svezia nei confronti delle Nazionali incontrate.

### Saldo positivo
| Nazionale         | Giocate | Vinte | Pareggiate | Perse | PF  | PS  | Ultima vittoria | Ultimo pari | Ultima sconfitta |
| ----------------- | ------- | ----- | ---------- | ----- | --- | --- | --------------- | ----------- | ---------------- |
| Giappone          | 1       | 1     | 0          | 0     | 459 | 0   | 2014            | -           | -                |
| Indie Occidentali | 1       | 1     | 0          | 0     | 319 | 41  | 2014            | -           | -                |
| Cile              | 1       | 1     | 0          | 0     | 296 | 39  | 2014            | -           | -                |
| Irlanda           | 1       | 1     | 0          | 0     | 303 | 133 | 2014            | -           | -                |
| Brasile           | 1       | 1     | 0          | 0     | 163 | 30  | 2011            | -           | -                |
| Argentina         | 1       | 1     | 0          | 0     | 191 | 65  | 2011            | -           | -                |
| Francia           | 1       | 1     | 0          | 0     | 110 | 46  | 2011            | -           | -                |
| Nuova Zelanda     | 1       | 1     | 0          | 0     | 94  | 66  | 2011            | -           | -                |

### Saldo negativo
| Nazionale   | Giocate | Vinte | Pareggiate | Perse | PF  | PS  | Ultima vittoria | Ultimo pari | Ultima sconfitta |
| ----------- | ------- | ----- | ---------- | ----- | --- | --- | --------------- | ----------- | ---------------- |
| Stati Uniti | 2       | 0     | 0          | 2     | 116 | 717 | -               | -           | 2014             |
| Inghilterra | 2       | 0     | 0          | 2     | 211 | 564 | -               | -           | 2014             |
| Canada      | 1       | 0     | 0          | 1     | 26  | 196 | -               | -           | 2011             |
| Australia   | 1       | 0     | 0          | 1     | 80  | 126 | -               | -           | 2011             |
| Finlandia   | 3       | 1     | 0          | 2     | 395 | 381 | 2011            | -           | 2014             |